# Wolfschlugen
Wolfschlugen é um município da Alemanha, no distrito de Esslingen, na região administrativa de Estugarda, estado de Baden-Württemberg.

## Geografia
Municípios vizinhos são Neuhausen auf den Fildern ao norte, Unterensingen ao leste, Nürtingen ao sudeste, Aichtal ao sudoeste e Filderstadt ao oeste.

## Historia
A primeira vez que a cidade de Wolfschlugen é mencionada é num documento de dia 2 de abril 1318. O documento fala do senhor Benz de Kirchheim am Teck, que vendeu várias verduras da sua fazenda em Wolfschlugen. 
Em 1608/1609 Michel Kell e Jerg Mercklin construiram uma nova prefeitura, e em 1728 uma nova igreja é construída. A primeira escola abre as portas em 1776. Um século depois, no ano 1866, o primeiro corpo de bombeiro voluntário começa o seu trabalho. Em 1899 os Wolfschlugenses podem usar a telegrafia pela primeira vez, e sete anos depois em 1906 os primeiros telefones são instalados. Em 1914 o município recebeu eletricidade.
Em 1938 o município entre no Landkreis Nürtingen, que em 1973 entre no Landkreis Esslingen.

## Religião
Desde a reformação a maioria dos habitantes de Wolfschlugen são evangelicos. Só com a imigração de alemães do Sudetenland, Polonia, Hungria e outros países depois da segunda guerra mundial a comunidade católica construiu a sua propria igreja.

### População
- 1961: 2.689
- 2005: 6.182

## Politica

### Câmera Municipal
Os resultados das eleições de dia 13 de junho 2004:
| UW         | 31,2 % | +1,3 | 5 cadeiras | +1 |
| FB         | 22,8 % | -4,9 | 4 cadeiras | ±0 |
| CDU        | 21,7 % | +2,8 | 3 zetels   | ±0 |
| SPD        | 11,2 % | -3,4 | 1 cadeira  | -1 |
| Die Grünen | 10,8 % | +1,9 | 1 cadeira  | ±0 |
| Overigen   | 2,2 %  | +2,2 | 0 cadeiras | ±0 |

## Bransão de armas
A representação mais antiga do brasão de armas de Wolfschlugen é uma inscrição em pedra datada de 1608 na prefeitura da cidade. O 'Z' cursivo provavelmente representa uma dobradiça de lobo. Os caçadores usaram isso para caçar lobos; um lado da dobradiça presa numa árvore, o outro tem um pedaço de carne. A armadilha funciona de maneira que quando o lobo tentar comer a carne, ficará preso na mesma.

## Educação
Wolfschlugen tem uma escola para ensino básico e uma para ensino médio. O último não é só para os níveis mais baixos da sistema de educação alemão. Porém os alunos dessa escola não entrem na universidade.